# Fléty
Fléty ist eine französische Gemeinde mit 90 Einwohnern (Stand 1. Januar 2022) im  Département Nièvre in der Region Bourgogne-Franche-Comté (vor 2016 Bourgogne). Sie gehört zum Arrondissement Château-Chinon (Ville) und zum Kanton Luzy. Die Einwohner werden Flattyens oder Flétiquois genannt.

## Geographie
Fléty liegt etwa 65 Kilometer ostsüdöstlich von Nevers am Rande des Morvan. Umgeben wird Fléty von den Nachbargemeinden Avrée im Norden, Millay im Nordosten, Luzy im Osten, Tazilly im Süden sowie Savigny-Poil-Fol im Westen.

## Bevölkerungsentwicklung
| Jahr                       | 1962 | 1968 | 1975 | 1982 | 1990 | 1999 | 2006 | 2011 | 2016 |
| -------------------------- | ---- | ---- | ---- | ---- | ---- | ---- | ---- | ---- | ---- |
| Einwohner                  | 339  | 296  | 240  | 225  | 183  | 142  | 139  | 118  | 107  |
| Quellen: Cassini und INSEE |      |      |      |      |      |      |      |      |      |

## Sehenswürdigkeiten
- Kirche Saint-Léger aus dem 12. Jahrhundert
- Kommende des Johanniterordens aus dem Jahre 1188, im 19. Jahrhundert umgebaut
- Reste der Burg La Goutte

## Persönlichkeiten
- Philippe Rondot (1936–2017), Divisionsgeneral, hier begraben